# Quagliano (vitigno)
Il Quagliano è un vitigno a bacca nera.

## Etimologia
Il termine quagliano sembra derivare dal termine dialettale "caià", cioè cagliato, in riferimento al metodo di vinificazione.

## Storia
I primi documenti in cui compare la parola Quagliano in riferimento all'uva sono dei bandi campestri della città di Busca, pubblicati nel 1721, e dei bandi campestri del comune di Costigliole Saluzzo del 1749.

## Zone di coltivazione
Il vitigno è autoctono delle colline del saluzzese. Il conferimento della denominazione d'origine al vino prodotto da questo vitigno ha determinato la zona negli interi comuni di Pagno e Piasco e parzialmente i comuni di Brondello, Busca, Castellar, Costigliole Saluzzo, Dronero, Envie, Manta, Martiniana Po, Revello, Saluzzo, Verzuolo e Villar San Costanzo.

## Vini ricavati
Si producono 2 tipi di vino, il Colline Saluzzesi Quagliano e il Colline Saluzzesi Quagliano spumante.